# Women's Emirates Invitational 7s 2021
El Seven Femenino de Dubái del 2021 fue la primera edición del torneo de rugby 7 organizado por la United Arab Emirates Rugby Federation y auspiciado por World Rugby.
Se disputó entre el 2 y 3 de abril en las instalaciones del The Sevens Stadium de Dubái, Emiratos Árabes Unidos.
El torneo se disputó con la finalidad de retomar la acción de los seleccionados y servir como preparación para los Juegos Olímpicos de Tokio.

## Equipos participantes
- Brasil
- Canadá
- Estados Unidos
- Francia (dos equipos)
- Japón
- Kenia

## Resultados
| Pos. | Equipo         | Encuentros | Encuentros | Encuentros | Encuentros | Tantos  | Tantos    | Tantos     | Puntos |
| Pos. | Equipo         | jugados    | ganados    | empatados  | perdidos   | a favor | en contra | diferencia | Puntos |
| ---- | -------------- | ---------- | ---------- | ---------- | ---------- | ------- | --------- | ---------- | ------ |
| 1    | Canadá         | 6          | 5          | 0          | 1          | 181     | 67        | +114       | 16     |
| 2    | Estados Unidos | 6          | 5          | 0          | 1          | 191     | 78        | +113       | 16     |
| 3    | Francia 1      | 6          | 5          | 0          | 1          | 164     | 56        | +108       | 16     |
| 4    | Brasil         | 6          | 3          | 0          | 3          | 100     | 141       | -41        | 12     |
| 5    | Francia 2      | 6          | 2          | 0          | 4          | 67      | 130       | -63        | 10     |
| 6    | Japón          | 6          | 1          | 0          | 5          | 60      | 159       | -99        | 8      |
| 7    | Kenia          | 6          | 0          | 0          | 6          | 43      | 193       | -150       | 6      |

Nota: Se otorgan 3 puntos al equipo que gane un partido, 2 al que empate y 1 al que pierda

### Partidos

#### Primer día
| 2 de abril | Francia 1 | 14 - 22 | Estados Unidos |  |  |

| 2 de abril | Japón | 19 - 14 | Kenia |  |  |

| 2 de abril | Canadá | 36 - 14 | Brasil |  |  |

| 2 de abril | Francia 1 | 21 - 10 | Francia 2 |  |  |

| 2 de abril | Estados Unidos | 43 - 12 | Japón |  |  |

| 2 de abril | Kenia | 5 - 38 | Canadá |  |  |

| 2 de abril | Brasil | 19 - 14 | Francia 2 |  |  |

| 2 de abril | Francia 1 | 26 - 0 | Japón |  |  |

| 2 de abril | Estados Unidos | 45 - 7 | Kenia |  |  |

| 2 de abril | Francia 2 | 0 - 33 | Canadá |  |  |

| 2 de abril | Japón | 19 - 31 | Brasil |  |  |

#### Segundo día
| 3 de abril | Kenia | 5 - 17 | Brasil |  |  |

| 3 de abril | Estados Unidos | 31 - 7 | Francia 2 |  |  |

| 3 de abril | Francia 1 | 29 - 12 | Canadá |  |  |

| 3 de abril | Francia 2 | 31 - 12 | Kenia |  |  |

| 3 de abril | Japón | 5 - 31 | Canadá |  |  |

| 3 de abril | Estados Unidos | 36 - 7 | Brasil |  |  |

| 3 de abril | Francia 1 | 43 - 0 | Kenia |  |  |

| 3 de abril | Francia 1 | 31 - 12 | Brasil |  |  |

| 3 de abril | Japón | 5 - 14 | Francia 2 |  |  |

| 3 de abril | Estados Unidos | 14 - 31 | Canadá |  |  |

| Bandera de Canadá |
| Campeón Canadá    |
| Primer título     |